# 마이 베이비시터즈 아 뱀파이어
《마이 베이비시터즈 아 뱀파이어》(영어: My Babysitter's a Vampire)는 2011년부터 2012년까지 방영된 캐나다의 드라마이다.